# Вінцент Бучинський
Ві́нцент Бучи́нський (пол. Wincenty Buczyński; 17 березня 1789, Білорусь — 29 березня 1853, Левен — єзуїт, польський теолог, католицький священник, професор філософії Полоцької єзуїтського колегіуму; об'єктивний ідеаліст і літературний критик. Криптонім — «D. W. A…; X. W. B.».

## Життєпис
Народився у Білорусі.
Вступив до ордену єзуїтів 20 січня 1805 р. в м. Даугавпілсі (новіціяті до 1807 р.), висвячення на Священство відбулося в м. Полоцьку в 1814 р..
У 1805—1807 рр. вивчав філософію в Полоцькому єзуїтському колегіумі, теологію — у 1815—1818 рр.. Де здобув ступінь магістра філософії i доктора теології. Був в тому ж закладі професором поетики у 1810—1814 рр, риторики — у 1812—1814 рр..
У м. Полоцьку створив перший у Білорусі літературно-науковий журнал «Полоцький щомісячник» (пол. Miesięcznik Połocki). Й був його редактором у 1818—1820 роках.
З 1819 р. викладав в Полоцькій академії право, економіку, політичну історію і статистику.
Викладав у єзуїтських закладах Мстиславля, Вітебську, Полоцьку; у 1821—1834 рр. в Тернопільській гімназії ордену єзуїтів як професор філософії (після вигнання єзуїтів з Російської імперії в 1820), моральне і пастирське богослов'я в м. Новий Сонч (1834—1835); у м. Граці (1835—1837 рр.), м. Лінці (1837—1848), 8 років викладав в Інсбруку (Австрійська імперія). Після розпуску єзуїтського ордену в австрійській монархії він був інспектором школи (в 1843 р.) в Малопольщі, в 1848 році він вирушив до Бельгії і викладав філософію в м. Намюр.
З 1848 р. викладав у Лювенському університеті (м. Левен, Бельгія).
Помер у м. Левен.

## Праці
Залишив багато рукописів філософського i теологічного змісту, які майже не досліджені. Автор філософських книг польською та латинською мовами.
У 1842—1844 рр. у м. Відні вийшов його 3-томний твір «Філософські роздуми …» латинською мовою: 1-й том включав логіку, 2-й — метафізику, 3-й — етику. Як ілюстративний матеріал використовував приклади з історії Великого князівства Литовського й Польщі.
- «Nad uwagami Jana Styczyńskiego o Pułtawie, poemacie bohatyrskim ks. N. Muśnickiego S. J., uwagi», Dziennik Wileński 1817, t. 5, s. 610—648 (podpisano krypt.: X. W. B.); wyd. osobne pt. «Rozbiór wiadomości pomieszczonych w recenzji poematu Pułtawa», Połock 1818 (podpisano krypt.: D. W. A…); na odpowiedź Styczyńskiego ogł.: «Na zarzuty J. Styczyńskiego przeciw obronie poematu ks. N. Muśnickiego pt. Pułtawa», Miesięcznik Połocki 1818, nr 2, s. 113—132
- «Rozprawa historyczna o słuszności wyroku, którym zakon templariuszów został zniesiony», Miesięcznik Połocki 1818, nr 9, s. 1-15
- Ćwiczenie się w nabożeństwie do Najświętszego Jezusowego Serca, Lwów 1838; wyd. 2 Poznań 1854
- Institutiones doctrinae religionis, in quibus principia philosophica ad veritates religionis applicantur conscriptae, Wiedeń 1842
- Institutiones philosophicae conscriptae, t. 1-3, Wiedeń 1843—1844.
- K. Toul: Nauki tyczące się prawd wiary i powinności chrześcijańskich, wydane w języku francuskim dla pożytku wiernych wszelkiego stanu, na polski język przełożone, Lwów 1842.
- Do W. Wielogłowskiego 2 listy z roku 1842, rękopis: Biblioteka PAN Kraków, sygn. 1834 k. 3-6.